# Zajatecký tábor Jindřichovice
Zajatecký tábor Jindřichovice byl jeden z největších táborů pro válečné zajatce na území Rakousko-uherské monarchie za první světové války. Nacházel se v Jindřichovicích v Krušných horách v okrese Sokolov. Tábor měl kapacitu až 30 tisíc zajatců, podle některých zdrojů v něm pobývalo koncem války až 36 tisíc nepřátelských vojáků. Na nemoci, epidemie a podvýživu v něm zemřelo 3 800 až 4 300 vojáků. Údaje o počtu zemřelých se různí, úmrtnost se uvádí přibližně 12 %. Z nich převážnou většinu tvořili Srbové a Černohorci. Tábor byl určen pro válečné zajatce. Přestože v něm byli i civilisté, které rakouská armáda zajala spolu s vojáky, nebo byli pro rakouskou okupační správu nepohodlní, neměl však tábor atributy koncentračního tábora.

## Historie
Rozhodnutí o výstavbě zajateckého tábora padlo po několika prohlídkách vytipovaného prostoru vedených pražským vojenským velitelství Rakousko-uherské monarchie. Počátkem června 1915 bylo rozhodnuto o vybudování tábora na vyvýšeném místě u Jindřichovic směrem na Rotavu. Nejdříve přijelo do Jindřichovic vojenské stavební oddělení a dne 13. června 1915 byly pro účely táborových kanceláří zabrány čtyři třídy jindřichovické školy. V domě místního pekaře se usadilo provizorní táborové vedení. Prostřednictvím telefonu bylo velitelství propojeno nejdříve s místní poštou a poté i se vznikajícím táborem. Již 17. června 1915 dorazil také první oddíl ruských zajatců v počtu asi 300 mužů, kteří začali pracovat na stavbě areálu tábora. Pracovali na zajištění přívodu vody k táboru a stavěli areál tábora. Budovy velitelství tábora byly dokončeny 25. října 1915 a velitelství bylo z budovy školy přemístěno přímo do areálu tábora. První transport srbských zajatců v počtu 500 vojáků dorazil do tábora 16. listopadu 1915 a brzy následovaly další. Výstavba tábora rychle pokračovala a brzy zde vzniklo takřka malé město. Do prosince 1915 bylo v táboře přibližně 5000 Srbů a Černohorců, další transporty následovaly ještě roku 1916. V březnu 1917 přijel transport Rusů. Jako poslední zajatci dorazili Italové, v největším počtu po porážce u Caporetta v říjnu 1917. Značnou část strážních oddílů tvořili vojáci a důstojníci české národnosti.

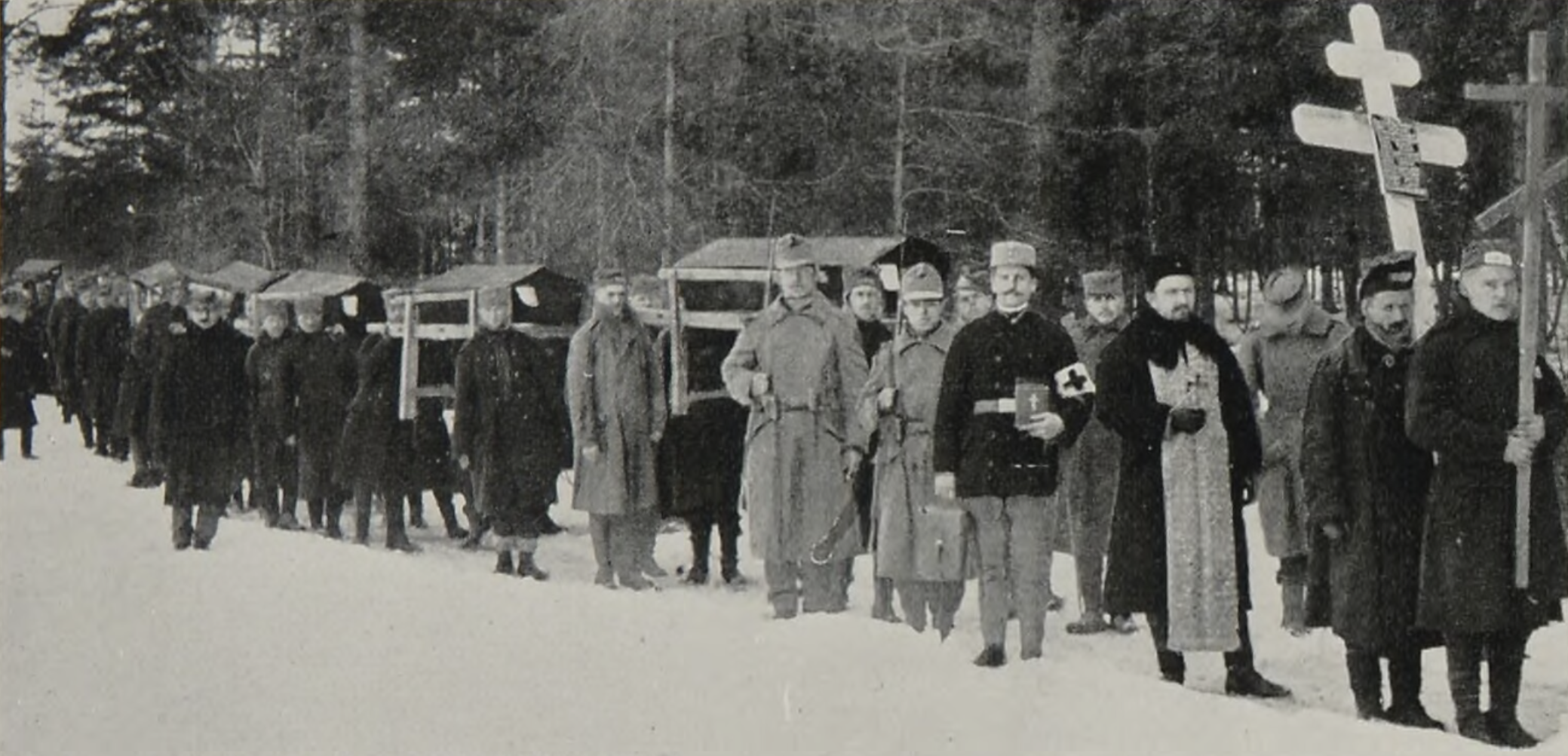
Pohřeb zemřelých srbských vězňů na táborovém hřbitově (asi 1916)

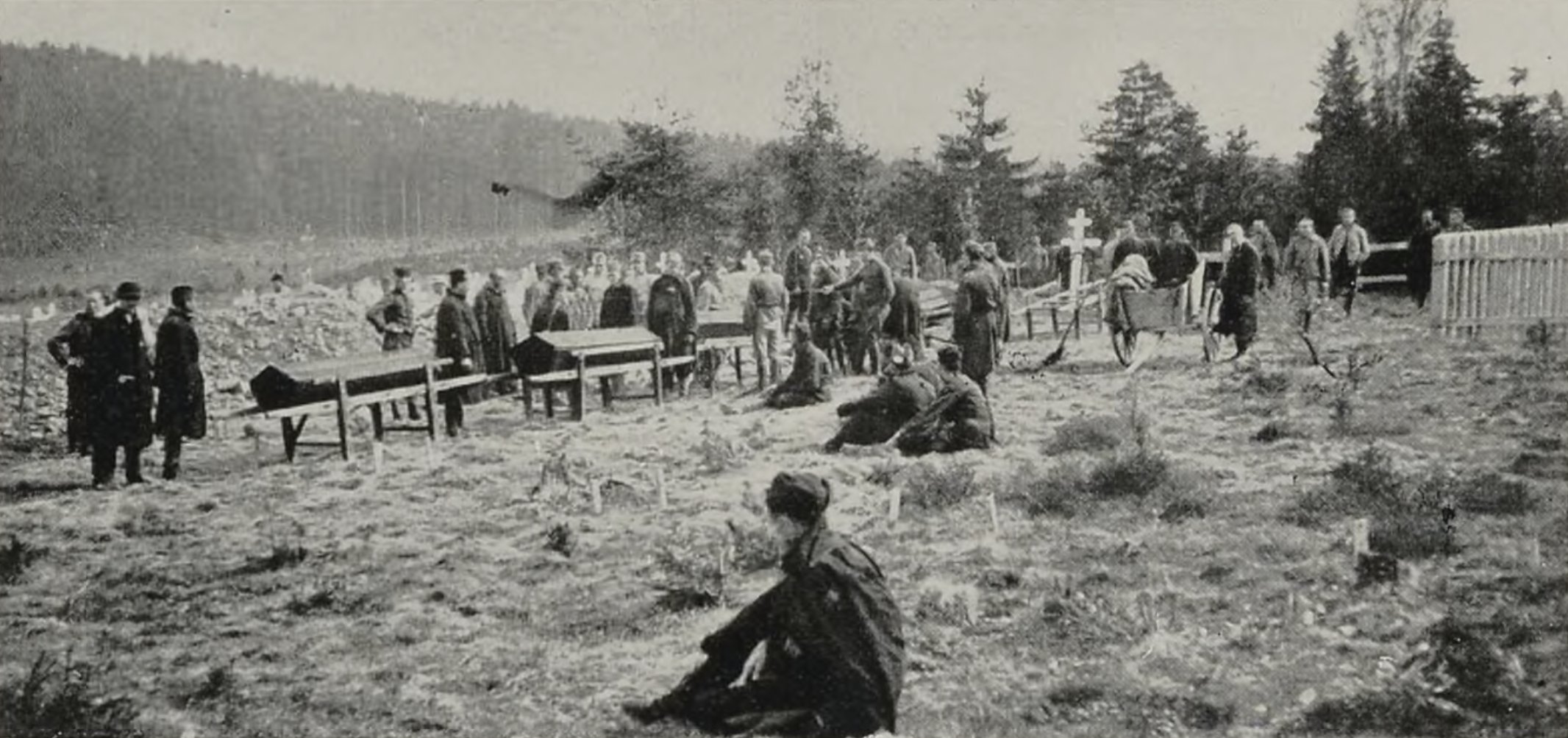
Ukládání rakví do země (asi 1916)

Do tábora zajížděli pracovníci charitativní organizace YMCA nejdřív z USA a později ze Švýcarska. Učili negramotné zajatce číst a psát, základy zeměpisu a matematiky. Přivezli jim knihy a hudební nástroje.
V neděli se v táborové kapli konaly katolické bohoslužby, které vedl jindřichovický farář. Rovněž se konaly i pravoslavné bohoslužby, neboť v táboře byl i pravoslavný kněz a pravoslavného vyznání byla většina ruských a jihoslovanských zajatců. V pestré národnostní směsici zajatců z okupovaného Srbska a Ruska se ovšem našli i vyznavači islámu.
Zajatci, především ruské národnosti, pracovali v rotavských železárnách, jež tehdy vyráběly plech pro potravinové konzervy, náboje a různý válečný materiál. Další zajatci těžili v nedalekém kamenolomu Kernberg čedič, určený na výrobu dlažebních kostek pro stavbu cest a silnic. Od roku 1916 se zajatci podíleli na stavbě chemické továrny v Sokolově a na stavbě vlečky a železničního mostu přes řeku Ohři, který byl součástí vlečky do továrny. Část ocelových konstrukcí pocházela jako válečná kořist právě ze Srbska, odkud většina zajatců pocházela. Část zajatců pomáhala místním obyvatelům při zemědělských a lesnických pracích, za což v případě práce na obecním majetku dostávali plat.
Ve volném čase zajatci pletli rohože, vyřezávali ze dřeva hračky, lžíce, různé předměty, které pak vyměňovali s jindřichovickými i rotavskými občany za jídlo, tabák apod., což svědčí nejen o volnějším režimu tábora, ale i dobrých vztazích mezi místními obyvateli a zajatci. Řada zajatců se pokusila utéci. Prakticky všechny útěky ale dopadly neúspěšně. V září 1915 uprchli tři Rusové, kteří několik dní bloudili v okolí a četníci je chytili v Abertamech. V říjnu 1915 uprchli čtyři Rusové, kteří byli dopadeni nedaleko Sokolova. V listopadu 1916 uprchli dva Srbové, kteří byli chyceni u Teplé a dalších pět srbských důstojníků, kteří byli zadrženi v Karlových Varech.
Ke konci války se začalo zoufale nedostávat potravin, léků, uhlí. Za této situace se začala množit úmrtí v důsledku podvýživy, tyfu, tuberkulózy a neštovic. Zhroucení monarchie a konec první světové války mělo samozřejmě dopad na zajatecký tábor. Dne 1. listopadu 1918 opustili tábor poslední čeští důstojníci a vojáci, kteří tvořili část strážního personálu a během listopadu i zajatci. V několika následujících měsících byl tábor rozebrán.

## Stavební podoba
Proč byl zajatecký tábor pro válečné zajatce vybudován na vyvýšené planině u Jindřichovic, není zcela jasné. Jednalo se o odlehlou horskou oblast Krušných hor s omezeným zemědělstvím a místem kde s výjimkou rotavských železáren neexistovaly významnější průmyslové podniky, kde by mohli zajatci pracovat. Důvodem byla možná právě ona odlehlost, jež by mohla zabránit zajatcům kontaktu s civilním obyvatelstvem, případně omezit pokusy o útěk. První stavbou tábora byly provizorní baráky pro několik desítek ruských zajatců, kteří pracovali na stavbě vodojemů, přívodu vody k táboru a stavěli areál tábora. Jeden z vodojemů se po válce stal mauzoleem. Kromě vlastního vodovodu byl tábor napojen na vlastní kanalizaci s čističkou odpadních vod. Koncem října 1915 již byly postaveny objekty velitelství tábora. Bylo postaveno 100 dřevěných baráků pro zajatce a 6 budov pro zajaté důstojníky, 13 domů infekčního oddělení a 14 baráků oddělení pro lehce nemocné s vlastní kuchyní, prádelnou a sprchami. V části pro zajatce byly dále dvě pekárny se sklady potravin, tři sklepy na brambory, kuchyně, dva baráky se sprchami a prádelnami, toalety, sklady textilu, čtyři sklady slámy a další pomocné baráky. Nechyběla kaple a také baráky s posuvnou střechou, které sloužily k relaxaci a také jako součást léčby. Vybudována byla také úzkokolejná železnice pro jednodušší dopravu proviantu po areálu tábora. Úzkokolejná trať byla propojena s lanovkou u čedičového lomu, ke které vedla vlečka z rotavského nádraží. Lanovka s vlečkou tak sloužila nejen k dopravě vytěženého čediče, ale také proviantu a zásob do tábora. V sousedství zajateckého tábora bylo vybudováno zázemí pro ostrahu tábora tvořené 14 baráky pro mužstvo s barákem pro lehce nemocné, kuchyní, umývárnou se sprchami, kantýnou a skladem. Důstojníci a poddůstojníci měli k dispozici 5 baráků opět s veškerým vybavením. Z dalších budov zde byla táborová pošta, kanceláře, sklad střeliva, důstojnické kasino, hřiště, stáje pro jezdecké koně, zahradnictví a další. Celý areál tábora byl vybaven i protipožárními hydranty a zavedena byla i táborová hasičská služba. Části tábora byly osvětleny elektrickými lampami a celý areál byl obehnán ostnatým drátem pod elektrickým napětím. Rovněž vzniklo několik vysokých strážních věží, z nichž byl po celém táboře dostatečný rozhled a jež byly telefonním kabelem propojeny s velitelstvím tábora i spolu navzájem a strážní tak mohli velice rychle v případě zpozorovaného pokusu o útěk zareagovat. Vybudování tábora stálo 7 milionů rakouských korun.

## Hřbitov a mauzoleum
Upravený hřbitov zajateckého tábora se nachází 2 km od obce Jindřichovice. Hřbitov pro válečné zajatce vznikl zřejmě nedlouho po zahájení provozu tábora, tedy ve druhé polovině roku 1915. Jeho první část je na plánech označována jako „Starý hřbitov“ (Alter Friedhof). Ten byl v průběhu let rozšiřován. Naprostá většina pohřbených na „Starém hřbitově“ byli Srbové, Černohorci a Rusové, o čemž svědčí i pravoslavný kříž, jenž byl již v době války na hřbitov umístěn. Někdy ve druhé polovině roku 1917 nebo počátkem roku 1918 byl zřízen „Nový hřbitov“ (Neuer Friedhof). Prakticky všichni pohřbení na „Novém hřbitově“ byli Italové. Hlavně pro ně byl „Nový hřbitov“ určen, neboť počty italských vojáků se v táborech monarchie po bitvě u Caporetta v říjnu 1917 rapidně zvýšily. V roce 2016 byly zahájeny úpravy celého pietního místa. Vybudovány byly povalové chodníky a zřízeny dva vchody na hřbitov. Součástí renovace bylo také umístění několika informačních tabulí. Celkem si práce vyžádaly na 2,6 miliónu korun.
Zřízení mauzolea předcházela jednání italské i jihoslovanské strany o vyhledání vhodných míst posledního odpočinku svých státních příslušníků. Obě strany měly odlišný pohled na budoucí řešení. Itálie zastávala názor, že mrtví by měli zůstat pohřbeni na stávajícím místě, Jihoslované se přikláněli k exhumaci ostatků a jejich přenesení do kostnice.
V letech 1925–1932 bylo v bývalé vodárně nad jindřichovickým hřbitovem zřízeno mauzoleum. Kromě jugoslávských obětí byly do mauzolea přemístěny i ostatky několika Rusů zemřelých v táboře v Broumově-Martínkovicích. Větší opravou a restaurátorskými pracemi prošlo mauzoleum v letech 1978–1980 a později v roce 2011. Mauzoleum je největší pohřebiště obětí první světové války na území Česka. Jsou zde uloženy ostatky přibližně 7190 Srbů a 189 Rusů.

## Fotogalerie

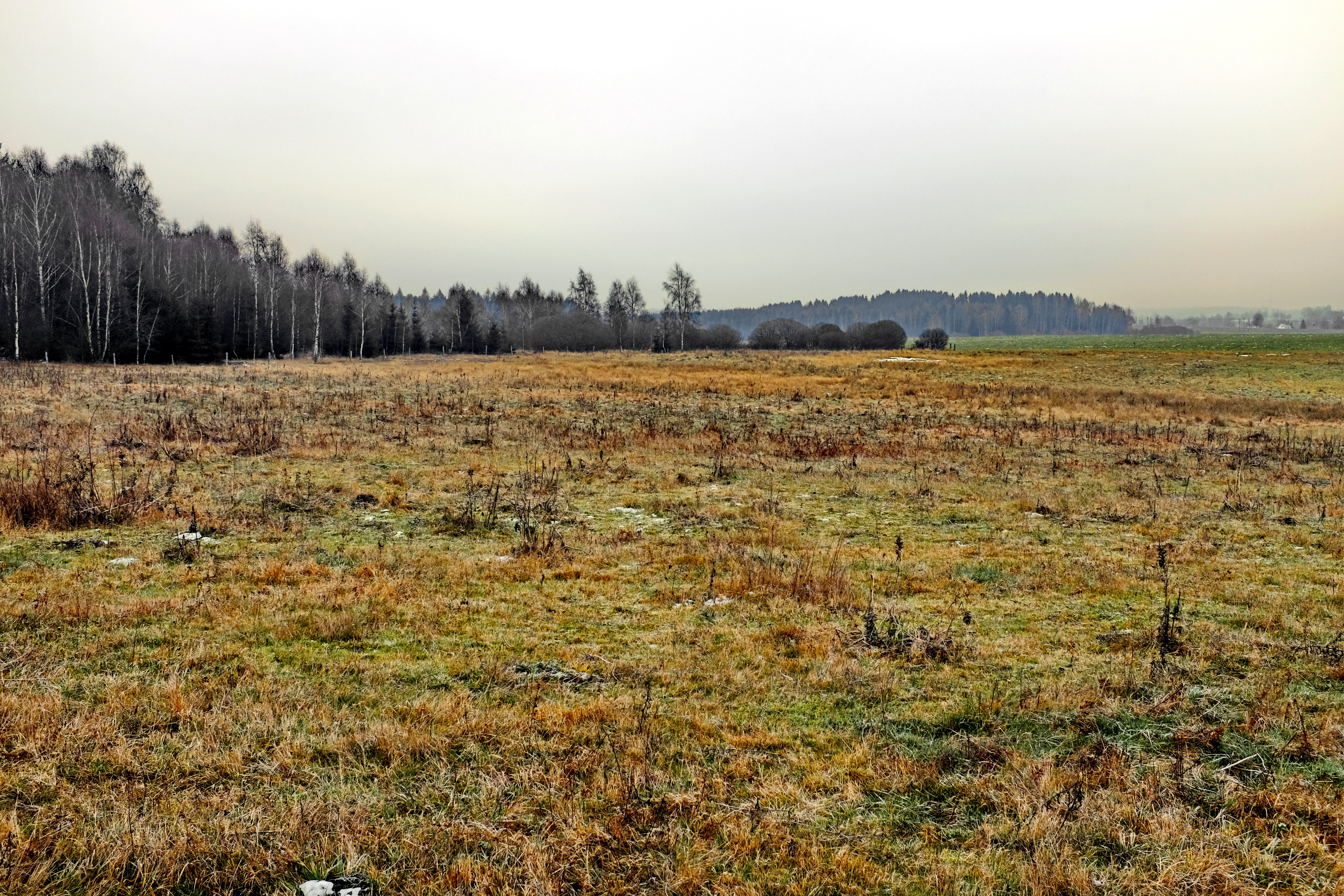
Pohled na místo bývalého zajateckého tábora
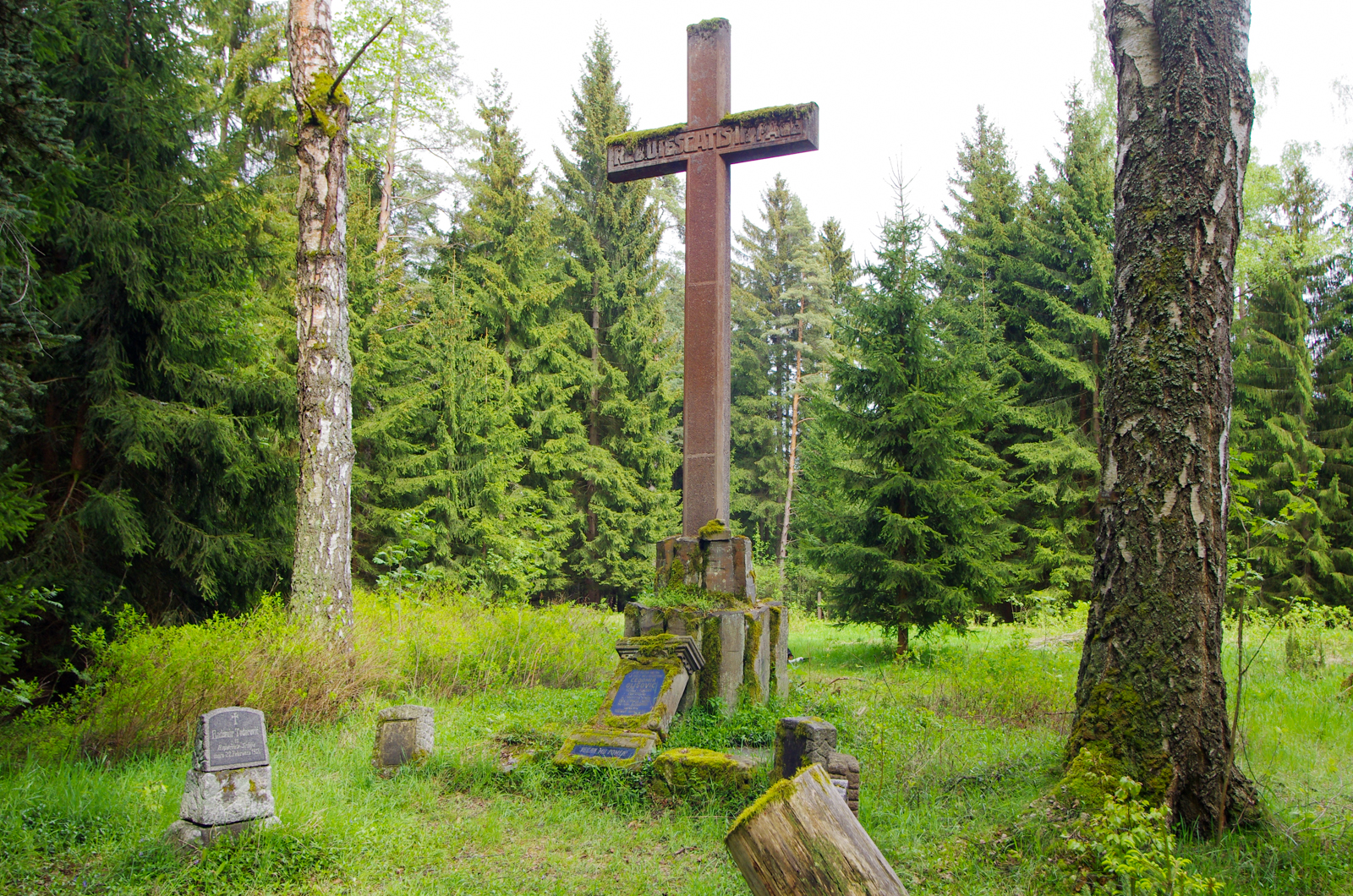
Katolická část hřbitova v roce 2014
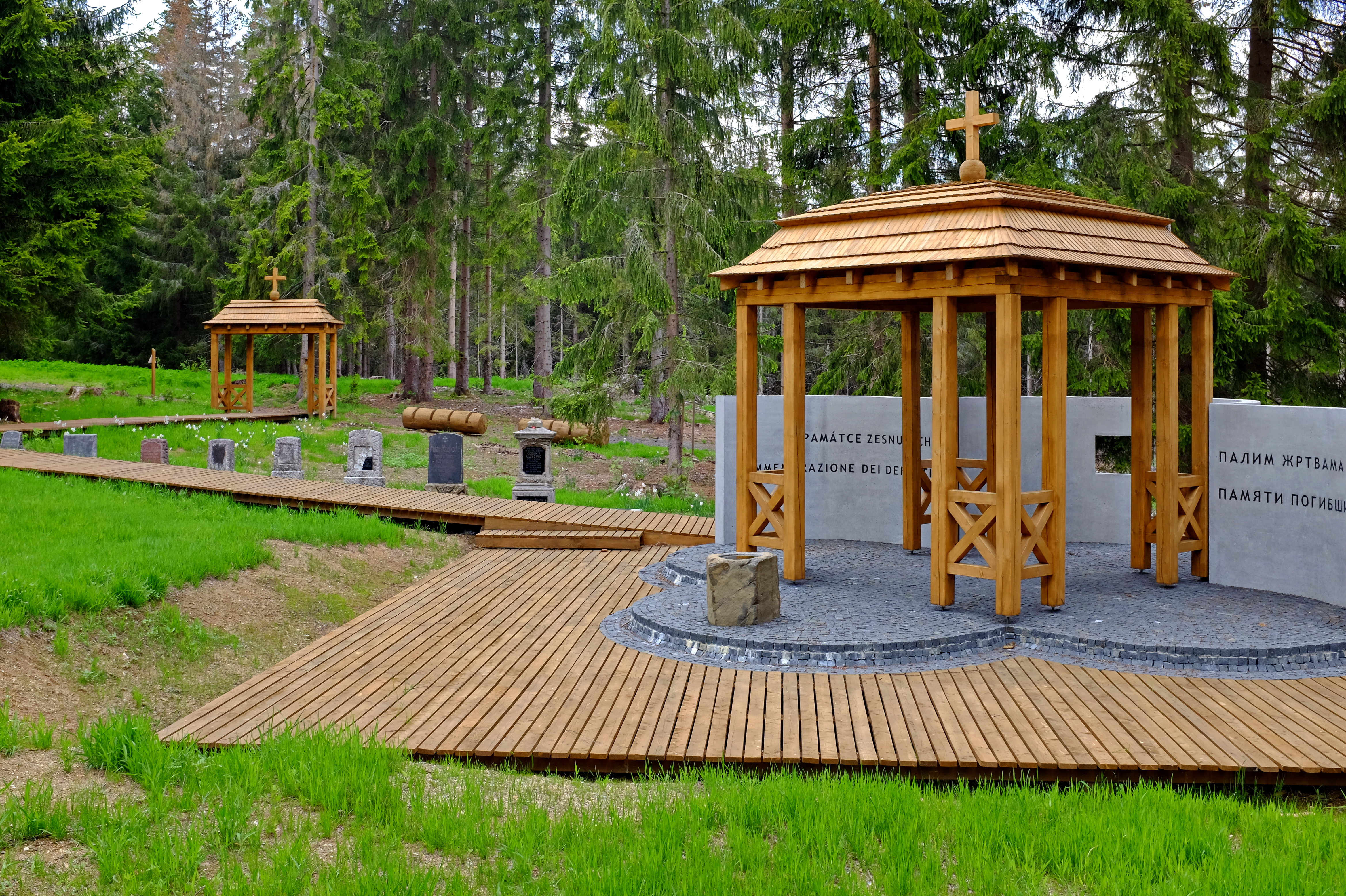
Obnovená katolická kaple v roce 2019
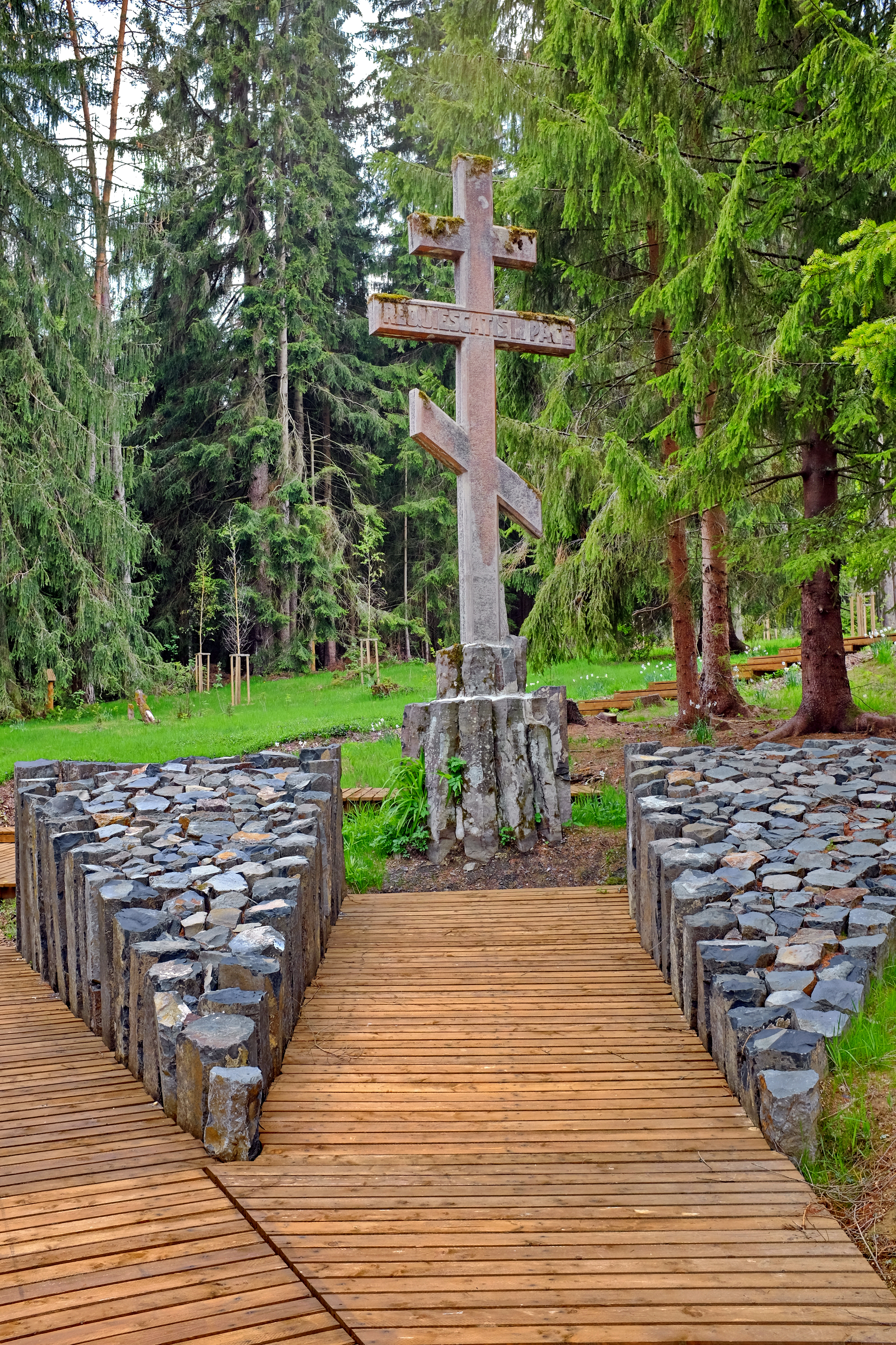
Vstup na pravoslavnou část hřbitova v roce 2019
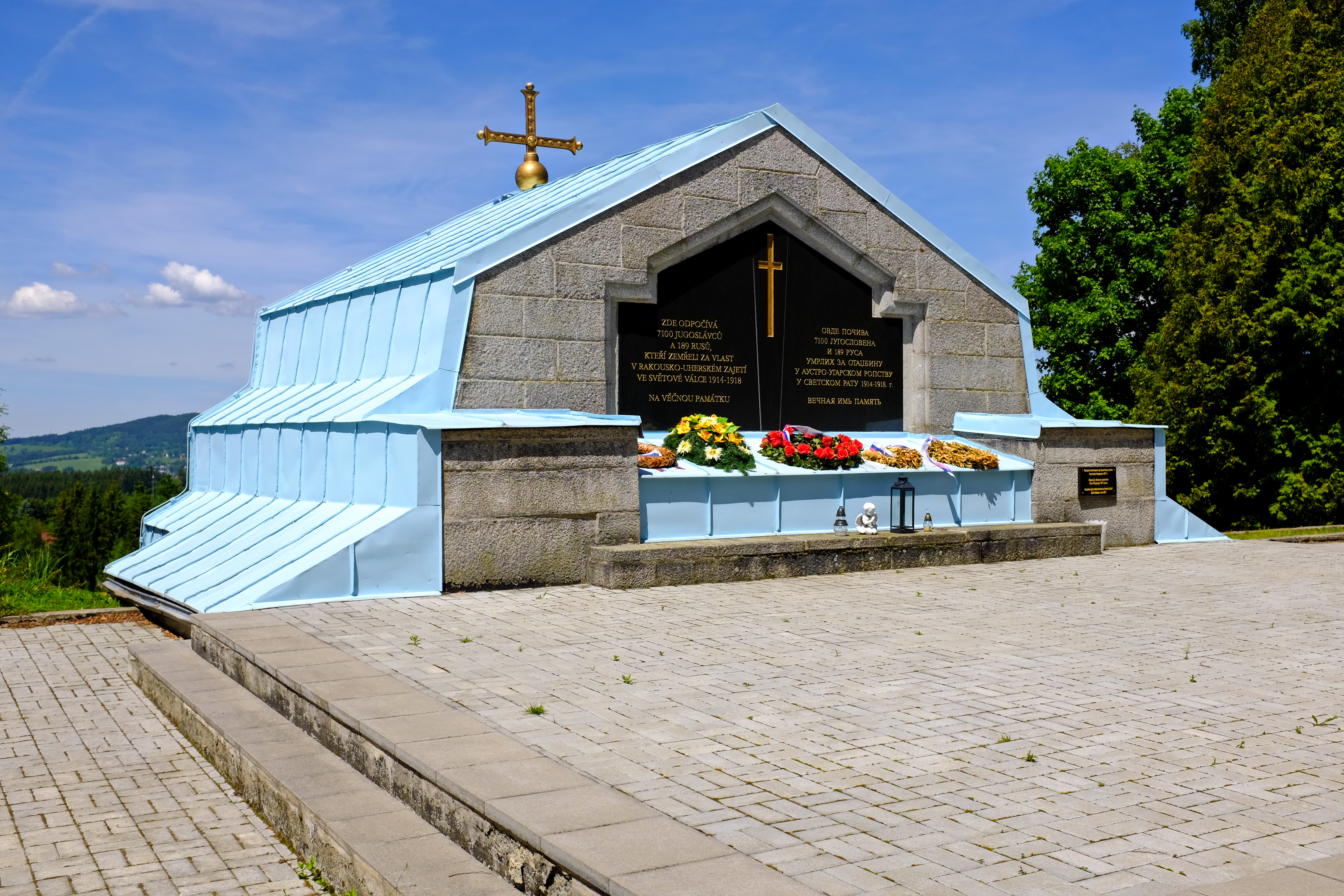
Mauzoleum